# Caradrina hemipentha
Caradrina hemipentha là một loài bướm đêm trong họ Noctuidae.